# Nova Roma (organisation)
Pour les articles homonymes, voir Nova Roma.
 (juillet 2019).
- Si vous ne connaissez pas le sujet, laissez ce bandeau (vous pouvez alors contacter les auteurs).
- Si vous supprimez le contenu mis en cause (vous pouvez préalablement contacter les auteurs),

argumentez précisément cette suppression dans la page de discussion
(un manque de référence n'est pas un argument ; une recherche réelle de référence doit avoir été effectuée, être formellement documentée).
 (juillet 2019).
Si vous disposez d'ouvrages ou d'articles de référence ou si vous connaissez des sites web de qualité traitant du thème abordé ici, merci de compléter l'article en donnant les références utiles à sa vérifiabilité et en les liant à la section « Notes et références ».

Nova Roma est un groupe formé de passionnés de l'ancienne Rome et de sa civilisation qui revêt par ailleurs une dimension religieuse reconstructionniste. Nova Roma fut créée en 1998 (ou MMDCCLXXVII ab urbe condita selon l'usage du calendrier romain) dans l'État du Maine aux États-Unis. Elle est déclarée comme une association à but non lucratif. Ses buts déclarés sont éducatifs. Nova Roma « se voue à la restauration des vertus, de la culture et de la religion romaines ».
Parce que sa structure est fondée de manière lâche sur celle de la République romaine, avec un Sénat, des Magistrats et des lois votées par des Comices, et parce que Nova Roma elle-même affirme explicitement que le groupe s'identifie comme une « nation souveraine », beaucoup d'observateurs extérieurs la classent parmi les micronations. Cependant, quelques membres de Nova Roma assurent que cet aspect de l'organisation est moins important que ses buts éducatifs.
Nova Roma organise des rencontres auxquelles les membres participent, souvent en costumes d'époque, pour échanger sur la culture antique aussi bien que pour discuter les affaires internes, pour parler latin, pour visiter des sites historiques (si ces rencontres ont lieu sur le territoire de l'ancien empire romain), pour déguster des banquets préparés selon des recettes de l'époque. 
Les membres prennent des noms romains. Ces noms sont utilisés lors des rencontres, pour diriger les affaires de l'association, ou pour participer aux divers forums sur internet.

## Structure administrative
Les dirigeants de Nova Roma ont repris la structure du gouvernement républicain romain  et emploient les mêmes titres. Ce sont les magistrats élus pour un ou deux ans et le Sénat qui est en place pour une durée indéfinie.
Le Sénat est légalement le Comité directeur de l'association. Les sénateurs sont choisis par les Censeurs et ils peuvent demeurer en fonction jusqu'à ce qu'ils démissionnent volontairement. Le Sénat détermine les grandes orientations de l'association, mais la gestion des affaires quotidiennes est entre les mains de magistrats.
Les magistrats sont élus pour un an, sauf les Censeurs qui le sont pour deux. ils sont élus par trois différentes sortes de Comices, parmi lesquels sont répartis les membres. Tous les citoyens adultes peuvent voter (même les femmes qui peuvent donc être consuls, sénatrices, prêtresses...). Le décompte des voix se fait selon une méthode complexe, ressemblant à celle utilisée par la République romaine, quand les citoyens étaient répartis en centuries et tribus.
Les Magistrats portent les titres suivants :
- Deux Consuls qui établissent l'agenda du sénat, fixent les élections, gouvernent par édits et accomplissent d'autres tâches exécutives ;
- Deux Préteurs, auxiliaires des consuls ;
- Deux Censeurs qui décident de l'admission des nouveaux membres et choisissent les sénateurs ;
- Quatre Édiles qui gèrent les manifestations publiques ;
- Huit Questeurs qui contrôlent le trésor et le budget ;
- Cinq Tribuns de la Plèbe qui ont un pouvoir de veto sur les décisions qui lèsent les droits des citoyens ;

Les Vigintisexviri, un groupe de magistrats spécialisés qui fait la maintenance du site internet, rédige les lettres d'information et veille à la bonne tenue des élections.
Comme Nova Roma est une organisation répandue dans le monde entier, des provinces ont été établies pour favoriser les contacts locaux. Chaque province est gouvernée par un propréteur ou un proconsul désigné par le sénat. Dans beaucoup de provinces, des rencontres annuelles sont organisées. 
Il existe de nombreuses conventions régulières : les Journées Romaines dans le Maryland, le festival Floralia à Budapest, le festival de Carnuntum en Autriche, le défilé "Natale di Roma" à Rome, juste pour en nommer quelques-uns.La convention internationale majeure s'appelle le Conventus Novae Romae qui se tient toujours dans un pays différent : pour l'année 2006, a eu lieu en août près du Mur d'Hadrien dans le Nord de l'Angleterre, en 2008, ce fut en Dacie (Roumanie). En 2009  ce rassemblement devait se tenir à Autun en Gaule (France) mais a été annulé pour des raisons financières. En 2018, il s'est tenu à Rome.

## Langues
Nova Roma reconnait deux langues officielles, l'anglais et le latin. L'usage du latin est en phase avec un renouveau général de l'étude de cette langue et naturellement avec l'héritage historique dont Nova Roma se réclame. Les provinces, dont les habitants ne sont pas de langue anglaise, utilisent généralement les langues locales pour communiquer en interne.

## Listes de discussion  etsodalitates
Les différents groupes locaux de Nova Roma dans le monde restent en contact via des forums Internet. Les citoyens ont la possibilité d'y aborder une grande variété de sujets en relation avec l'ancienne Rome. Nova Roma a des groupes de discussion sur Facebook, sur Discord, dans Groups.io, elle a une chaîne YouTube, une chaîne Twitch, un compte Instagram officiel et un podcast. Les non-citoyens peuvent participer aux débats.
Il y a aussi les sodalitates qui sont des groupes centrés sur des sujets particuliers. Par exemple, Sodalitas Latinitatis est consacrée à l'étude du latin.Sodalitas Militaris est relative aux sujets militaires. Sodalitas Coquorum et Cerevisiae Coctorum est ouverte à ceux qui s'intéressent aux anciennes techniques culinaires, aux recettes et aux boissons romaines.

## Religio Romana
Nova Roma a adopté la Religio Romana comme religion d'État, mais garantit à ses citoyens la liberté de culte et de pensée.  Nova Roma accueille également les chrétiens, les membres de toutes les religions monothéistes et les athées : la seule exigence des membres est l'amour de la Rome antique. 
Le Collegium Pontificum Collège des pontifes, dirigé par le pontifex maximus, organise le calendrier et veille aux rites.  
Certains flaminats ont été recréés, mais pas les Flaminats majeurs pour diverses raisons d'ordre historique ou pratique. 

### Projet Magna Mater
De 2002 à 2010, Nova Roma s'est attelée à aider financièrement, et à faciliter les fouilles archéologiques et les travaux entrepris pour préserver le Temple de la Déesse romaine Magna Mater, connue aussi sous le nom de Cybèle qui se trouve sur le Mont Palatin à Rome. Cet effort conjoint de Nova Roma et de l'Université de Rome fait partie d'un plus vaste projet présenté à l'UNESCO pour préserver entièrement la zone sud-ouest du Palatin en raison de son importance religieuse dans l'Antiquité,. En novembre 2007, Nova Roma et ses citoyens ont été les plus gros contributeurs à la restauration du temple. En 2010, Nova Roma a cessé de soutenir ce projet